# Obradba informacija
Obradba informacija je izmjena (obradba) informacija koja je na bilo koji način prepoznatljiva promatraču. To je proces koji opisuje sve što se događa (mijenja) u svijetu, od padanja kamena (promjena položaja) do ispisivanja tekstualne datoteke iz digitalnog računalnog sustava. U tom slučaju, obrađivač informacija mijenja način prikaza tog teksta. 

## Obradba informacija prema Claude Shannonu
Obradba informacija se točnije može definirati pomoću izraza Claude E. Shannona kao pretvaranje latentnih informacija u manifestne informacije. Latentne i manifestne informacije su definirane kroz izraze kao što su: dvosmislenost (ostanak dvojbe i nesigurnosti, koju je vrijednost pošiljatelj doista odabrao), gubitak (rasipanje, nesigurnost pošiljatelja što je primatelj zaista primio) i transformacija (prijelaz, promjena, ušteda upitnog truda – dobiva se oduzimanjem gubitka od dvosmislenosti).

## Obradba informacija u kognitivnoj psihologiji
U kognitivnoj (spoznajnoj) psihologiji, u 40-im  i 50-im godinama 20. stoljeća nastao je način pristupa obrade informacija kojemu je cilj razumijevanje ljudskog razmišljanja.  Suština pristupa je da se vidi spoznaja, gdje se um definira kao softver, a mozak kao hardver. Koncept obrade informacija u psihologiji je srodan s kognitivizmom u psihologiji i funkcionalizmom u filozofiji, iako ti izrazi nisu posve istoznačni. 

## Slijedna i paralelna obradba informacija
Obradba informacija može biti slijedna ili paralelna, od kojih svaka može biti centralizirana ili decentralizirana (raspoređena). Paralelna raspoređena obradba je sredinom osamdesetih godina 20. stoljeća postala popularna pod nazivom «connectionism». Ranih pedesetih Friedrich Hayek je bio ispred svog vremena sa svojim gledištem da spontani red u mozgu nastaje iz decentraliziranih mreža načinjenih od jednostavnih jedinica (neurona). Ipak Hayek se rijetko spominje u literaturi o konektivizmu.

## Vanjske poveznice
- Obradba informacija - predmet na Fakultetu elektrotehnike i računarstva